# Evansville (Wyoming)
Evansville é uma cidade  localizada no estado norte-americano de Wyoming, no Condado de Natrona.

## Demografia
Segundo o censo norte-americano de 2000, a sua população era de 2255 habitantes.
Em 2006, foi estimada uma população de 2313, um aumento de 58 (2.6%).

## Geografia
De acordo com o United States Census Bureau tem uma área de
6,7 km², dos quais 6,6 km² cobertos por terra e 0,1 km² cobertos por água.

## Localidades na vizinhança
O diagrama seguinte representa as localidades num raio de 24 km ao redor de Evansville.